# Gora Snezhnyj Kupol
Gora Snezhnyj Kupol är en bergstopp i Antarktis. Den ligger i Östantarktis. Australien gör anspråk på området. Toppen på Gora Snezhnyj Kupol är 992 meter över havet.
Terrängen runt Gora Snezhnyj Kupol är kuperad västerut, men österut är den platt.  Trakten är obefolkad. Det finns inga samhällen i närheten.